# Grupo de Estudio de Lenguas Amenazadas
El Grupo de Estudio de Lenguas Amenazadas (GELA) (oficialmente, en catalán, Grup d'Estudi de Llengües Amenaçades) es un grupo de investigación que depende de la Universidad de Barcelona, teniendo como objeto promover la investigación en lenguas amenazadas y dar a conocer la diversidad lingüística y su valor. Se crea en 1992, siendo su directora e investigadora principal la lingüista Carme Junyent.
El GELA ha organizado numerosas actividades en tres ámbitos fundamentales: la investigación, la educación y la dinamización cultural. También ha publicado libros y materiales didácticos, ha organizado exposiciones, ha creado juegos y actividades y también ha colaborado con otros organismos y entidades en actividades relacionadas con sus objetivos. Promueve la realización de tesis sobre lenguas menazadas y organizó el VII Congreso de Lingüística General que tuvo lugar en la Universidad de Barcelona. En el ámbito catalán, lleva años inventariando las lenguas habladas en Cataluña.
En 2010 crea el premio Pau Ginés para "impulsar trabajos de investigación en bachillerato sobre las lenguas habladas en Cataluña". Anualmente convoca diversos premios junto con la Red Vives de Universidades y Òmnium Cultural.